# Даугивяне
Дауги́вяне (лит. Daugyvenė) — река в Литве, протекает по территории Радвилишкского и Пакруойского районов Шяуляйского уезда на севере страны. Правый приток средней Муши.
Длина реки составляет 61 км. Площадь водосборного бассейна — 488 км². Средний уклон — 0,95 м/км. Скорость течения — 0,1—0,3 м/с. Средний расход воды в устье — 2,78 м³/с.
Даугивяне является одним из основных притоков Муши. Начинается около деревни Даргужяй, в 6 км к юго-западу от Шедувы. В верховье Даугивяне пересекает автомагистраль A9. Течёт в основном на северо-восток. Впадает в Мушу около деревни Римшоняй.
Притоки:
- левые: Сряутас, Ваконишки, Няудува, Алкупис, Дубулис, Шака, Диджиупис, Дубиса, Кяулупис, Шалтупис, Эжяреле;
- правые: Биздялис, Эглишкис, Китяна, Рамуте[2].

В верховье на Даугивяне в деревне Раудондварис построено водохранилище площадью 11 га.